# NGC 1293
NGC 1293 (również PGC 12597) – galaktyka eliptyczna (E), znajdująca się w gwiazdozbiorze Perseusza. Odkrył ją William Herschel 17 października 1786 roku. Należy do Gromady w Perseuszu.